# Distretto di Sarfaryab
Il distretto di Sarfaryab (Persiano:بخش سرفاریاب) è un distretto rurale che, unitamente alla città di Charam, compone la circoscrizione di Charam, creata nel 2010 e facente parte dello shahrestān di Charam, in Iran.